# كريس شيلتون
كريس شيلتون (بالإنجليزية: Chris Shelton)‏ هو لاعب كرة قاعدة أمريكي، ولد في 26 يونيو 1980 في سولت ليك في الولايات المتحدة.

## وصلات خارجية
- كريس شيلتون على موقع دوري كرة القاعدة الرئيسي (الإنجليزية)
- كريس شيلتون على موقعبيزبول رفرنس.كوم (الدوري الرئيسي) (الإنجليزية)
- كريس شيلتون على موقعبيزبول رفرنس.كوم (الدوري الثانوي) (الإنجليزية)
- كريس شيلتون على موقع إي إس بي إن.كوم (أم.أل.بي) (الإنجليزية)
- كريس شيلتون على موقع مشجعي الرسوم البيانية (الإنجليزية)